# برزووا (کرایوو)
برزووا (به صربی: Brezova) یک روستا در صربستان است که در کرالیفو واقع شده‌است. برزووا ۴۸۲ نفر جمعیت دارد.